# Sundai en Edo
Sundai en Edo (東都駿台 Tōto Sundai?) es una estampa japonesa de estilo ukiyo-e, obra del artista Katsushika Hokusai. Producida entre 1830 y 1832, forma parte de la célebre serie Treinta y seis vistas del monte Fuji, a finales del período Edo. Retrata a personas de diferentes clases sociales transitando una calle en las afueras de Edo —la actual Tokio—.

## Técnica
Hokusai tenía setenta años a la hora de elaborar esta serie y estaba en el apogeo de su carrera artística. Para este grabado empleó la técnica nipona para el grabado de madera. Primero, dibuja las formas sobre papel para seguir las líneas en el tallado del bloque de madera. A continuación pinta sobre este bloque para luego presionarlo sobre otra hoja. La complejidad de la técnica reside en que cada color requiere de su propia madera, además de que el autor es conocido por la amplia gama de tonalidades que emplea.

## Descripción
La escena transcurre en Sundai en la ciudad de Edo, que forma el actual distrito de Surugadai en Tokio. En el período Edo, en esta zona abundaban las residencias de los sirvientes del shōgun. La imagen muestra diferentes colinas, que se elevan desde el centro hacia la izquierda. Los árboles altos y de hojas extensas pueblan este lado de la composición; los tonos de verde de estos y la hierba podría dar a entender que es verano. A la derecha se alzan los techos de tejas de dos casas, que junto a las elevaciones del otro extremo forman la depresión del centro; más allá se vislumbra el monte Fuji. En primer plano se encuentra una calle que atraviesan los viandantes en ambas direcciones. Hacia la derecha avanza un samurái respaldado por tres vasallos, que llevan a la espalda una caja para guardar el equipaje. Sobre este grupo varias personas transcurren por la colina. Hokusai detalló los rostros, ropajes y los movimientos corporales, además de los elementos del paisaje, sin dejar atrás la claridad del diseño.